# Ahlden (Aller)
Ahlden (Aller) är en kommun (köping) och ort i Landkreis Heidekreis i förbundslandet Niedersachsen i Tyskland. Slottet Ahlden liger i kommunen.
Kommunen ingår i kommunalförbundet Samtgemeinde Ahlden tillsammans med ytterligare fyra kommuner.